# Polityka w Rzeszowie
Scena polityczna w Rzeszowie

## Rzeszów
Miasto Rzeszów jest miastem na prawach powiatu.
Na czele miasta stoi prezydent miasta, od 2002 wybierany w wyborach bezpośrednich co 4 lata, a od 2018 na 5 lat. Jest on również organem wykonawczym miasta. Stanowi on jednoosobowy zarząd. Funkcję doradczą dla Prezydenta miasta stanowią jego trzej zastępcy (zatrudnieni na podstawie umowy o pracę), mogą oni również wykonywać zadania zlecone przez Prezydenta.
Organem stanowiącym jest Rada Miasta składająca się z 25 radnych.
Siedzibą Prezydenta Miasta i Rady Miasta jest rzeszowski ratusz.

## Zarządcy miasta Rzeszowa (od roku 1944)
- Tomasz Radwan (komisarz miasta, 1944)
- Franciszek Ślusarczyk (prezydent miasta, 1944–1948)
- Jan Huss (prezydent miasta, 1948–1950)
- Józef Radwan (przewodniczący prezydium Miejskiej Rady Narodowej (MRN), 1950–1952)
- Leon Stani (przewodniczący prezydium MRN, 1952–1963)
- Alfred Żądło (przewodniczący prezydium MRN, 1963–1971)
- Emil Rejus (przewodniczący prezydium MRN, 1971–1973)
- Edward Bilut (prezydent miasta, 1974–1977)
- Mieczysław Chudzik (prezydent miasta, 1977–1982)
- Ludwik Chmura (prezydent miasta, 1983–1990)
- Zdzisław Banat (prezydent miasta, 1990–1991)
- Mieczysław Janowski (prezydent miasta, 1991–1999)
- Andrzej Szlachta (prezydent miasta, 1999–2002)
- Tadeusz Ferenc (prezydent miasta, 2002–2021)
- Marek Bajdak (pełniący obowiązki prezydenta miasta, 2021)
- Konrad Fijołek (prezydent miasta, 2021-)

## Rada miasta Rzeszowa
Rada miasta Rzeszowa obecnie składa się z 25 radnych (w IV kadencji było ich 25, w III – 47, w II – 45, w I – 46) wybieranych w wyborach bezpośrednich odbywających się co 4 lata. Sesje Rady Miasta odbywają się w wielkiej sali ratusza

### Radni miejscy I kadencji (1990 – 1994)[1]
- Dionizy Beda
- Adam Betleja
- Adam Binduga
- Marian Chudy
- Paweł Czeladzin
- Józef Czerni
- Andrzej Dec
- Józef Długosz
- Jan Domin
- Jan Duplaga
- Tadeusz Dzioch
- Stanisław Furtak
- Joanna Gibalewicz
- Grzegorz Giełbaga
- Jerzy Gottman
- Bronisław Grabowski
- Marian Hady
- Marian Irzyk
- Mieczysław Janowski
- Bogusław Knotz
- Lucjan Kosturek
- Stanisław Korczykowski
- Andrzej Łuszczyński
- Zbigniew Marcinkiewicz
- Wiesław Myśliwiec
- Marta Niemiec
- Stanisław Piekarz
- Ryszard Piekło
- Jan Prajsnar
- Maria Pszona
- Jan Rejman
- Stanisław Rogala
- Eugeniusz Rząsa
- Barbara Smoczeńska
- Józef Smoła
- Adelajda Sobieszczańska
- Tadeusz Strużyński
- Elżbieta Szmigielska
- Władysław Świetlicki
- Józef Tutak
- Leszek Trybus
- Waldemar Wasylów
- Jacek Weron
- Zbigniew Wicentowicz
- Stanisława Zawiślak
- Krzysztof Zięba

### Radni miejscy II kadencji (1994 – 1998)[2]
- Wiesław Balcerak
- Dariusz Baran
- Władysław Biernat
- Dionizy Antoni Beda
- Andrzej Bonusiak
- Zdzisław Daraż
- Andrzej Dec
- Józef Długosz
- Antoni Dudek
- Ewa Dziuba
- Tadeusz Ferenc
- Tadeusz Ficek
- Mieczysław Fień
- Stanisław Flis
- Stanisław Furtak
- Jacek Gołubowicz
- Józef Górny
- Adolf Gubernat
- Marian Irzyk
- Jadwiga Jabłońska
- Mieczysław Janowski
- Antoni Kopaczewski
- Maria Korczowska
- Stanisław Korczykowski
- Stanisław Majka
- Zbigniew Marcinkiewicz
- Marek Matuła
- Adam Matuszczak
- Józef Maziarz
- Zbigniew Młynarczyk
- Aleksander Musiał
- Marian Pietryka
- Maria Regina Reczek
- Jan Rembisz
- Wiesław Różycki
- Piotr Rybka
- Andrzej Sikora
- Janusz Smulski
- Marek Strączek
- Piotr Stręk
- Elżbieta Szymborska
- Grażyna Tomczyk
- Tomasz Twardowski
- Eugeniusz Ulanowicz
- Krzysztof Woźniak
- Krzysztof Wróbel
- Jan Wywrocki

### Radni miejscy III kadencji (1998–2002)[3]
- Dariusz Baran
- Władysław Biernat
- Tadeusz Bilski
- Aleksander Bobko
- Edward Curzytek
- Zdzisław Daraż
- Andrzej Dec
- Józef Długosz
- Tadeusz Ferenc
- Konrad Fijołek
- Tadeusz Ficek
- Stanisław Furtak
- Elżbieta Golemo
- Jacek Gołubowicz
- Adolf Gubernat
- Mateusz Hołojuch
- Robert Kaczmarski
- Władysław Kasza
- Tomasz Kloc
- Józef Konkel
- Antoni Kopaczewski
- Maria Korczowska
- Marek Łagowski
- Zbigniew Młynarczyk
- Cezary Nowacki
- Zuzanna Nowakiewicz
- Edward Odój
- Waldemar Ostrowski
- Tomasz Pajęcki
- Zbigniew Pinkowski
- Jacek Posiewała
- Janusz Ramski
- Beata Ratajczak
- Maria Regina Reczek
- Piotr Rybka
- Andrzej Rylski
- Janusz Smulski
- Piotr Stręk
- Jerzy Szeremeta
- Waldemar Szumny
- Elżbieta Szymborska
- Grażyna Tomczyk
- Eugeniusz Ulanowicz
- Tomasz Urban
- Zofia Waltoś
- Karol Wąsowicz
- Jan Wywrocki
- Gabriel Ziewiec

### Radni miejscy IV kadencji (2002–2006)[4]
- Andrzej Dec – przewodniczący Rady Miasta Rzeszowa
- Waldemar Szumny – wiceprzewodniczący Rady Miasta Rzeszowa
- Karol Wąsowicz
- Janina Błażej
- Zdzisław Daraż
- Antoni Dudek
- Elżbieta Dzierżak
- Konrad Fijołek
- Jacek Gołubowicz
- Kazimierz Greń
- Adolf Gubernat
- Tomasz Kamiński
- Władysław Kasza
- Jacek Kiczek
- Antoni Kopaczewski
- Maria Korczowska
- Robert Kultys
- Jan Mazur
- Marta Niewczas
- Ryszard Piekło
- Janusz Ramsk
- Piotr Rybka
- Marek Strączek
- Waldemar Ostrowski
- Andrzej Szypuła

### Radni miejscy V kadencji (2006–2010)[5]
- Konrad Fijołek – przewodniczący Rady Miasta Rzeszowa
- Marta Niewczas, Waldemar Szumny – wiceprzewodniczący Rady Miasta Rzeszowa
- Jacek Adamowicz
- Grzegorz Budzik
- Czesław Chlebek
- Zdzisław Daraż
- Andrzej Dec
- Sławomir Gołąb
- Kazimierz Greń
- Adolf Gubernat
- Jerzy Jęczmienionka
- Tomasz Kamiński
- Jacek Kiczek
- Antoni Kopaczewski
- Maria Korczowska
- Robert Kultys
- Mirosław Kwaśniak
- Jacek Lasota
- Jerzy Maślanka
- Jan Mazur
- Bogusław Sak
- Jadwiga Stręk
- Ludwik Szyszka
- Witold Walawender
- Józefa Winiarska
- Waldemar Wywrocki

### Radni miejscy VI kadencji (2010–2014)[6]
- Andrzej Dec – przewodniczący Rady Miasta
- Czesław Chlebek, Konrad Fijołek, Waldemar Szumny – wiceprzewodniczący Rady Miasta
- Grzegorz Budzik
- Wiesław Buż
- Jerzy Cypryś
- Marcin Deręgowski
- Roman Jakim
- Jerzy Jęczmienionka
- Jolanta Kaźmierczak
- Jacek Kiczek
- Antoni Kopaczewski
- Robert Kultys
- Mirosław Kwaśniak
- Kazimierz Myrda
- Marta Niewczas
- Beata Ratajczak
- Bogusław Sak
- Marek Strączek
- Jadwiga Stręk
- Witold Walawender
- Krystyna Wróblewska
- Waldemar Wywrocki
- Stanisław Ząbek

### Radni miejscy VII kadencji (2014–2018)[7]
- Andrzej Dec – przewodniczący Rady Miasta
- Konrad Fijołek, Waldemar Szumny – wiceprzewodniczący Rady Miasta
- Wiesław Buż
- Czesław Chlebek
- Marcin Deręgowski
- Marcin Fijołek
- Sławomir Gołąb
- Robert Homicki
- Roman Jakim
- Jerzy Jęczmienionka
- Jolanta Kaźmierczak
- Grzegorz Koryl
- Waldemar Kotula
- Robert Kultys
- Mirosław Kwaśniak
- Janusz Micał
- Mariusz Olechowski
- Bogusław Sak
- Danuta Solarz
- Grażyna Szarama
- Witold Walawender
- Maria Warchoł
- Waldemar Wywrocki
- Stanisław Ząbek

### Radni miejscy VIII kadencji (2018–2023)[8]
- Andrzej Dec – przewodniczący Rady Miasta
- Konrad Fijołek (do 13 czerwca 2021), Waldemar Szumny – wiceprzewodniczący Rady Miasta
- Wiesław Buż (do 22 października 2019 r.)[9]
- Marcin Deręgowski
- Ewelina Fijołek (od 22 października 2019 r.)
- Marcin Fijołek
- Sławomir Gołąb
- Jerzy Jęczmienionka
- Tomasz Kamiński
- Jolanta Kazimierczak (do 15 lipca 2021 r.)
- Zdzisław Kędzior
- Grzegorz Koryl
- Waldemar Kotula
- Robert Kultys
- Daniel Kunysz
- Mirosław Kwaśniak
- Mateusz Maciejczyk (od 24 sierpnia 2021 r.)
- Tadeusz Ożyło
- Bogusław Sak
- Danuta Solarz
- Krystyna Stachowska (od 14 stycznia 2019 r.)
- Grażyna Szarama
- Mateusz Szpyrka
- Danuta Szyszka (od 14 stycznia 2019 r.)
- Robert Walawender
- Witold Walawender
- Maria Warchoł
- Waldemar Wywrocki
- Wiesław Ziemiński

## Województwo podkarpackie
Od 1945 roku Rzeszów cieszy się niezmiennie statusem miasta wojewódzkiego. W latach 1945–1975 tzw. dużego województwa rzeszowskiego, w latach 1975–1998 tzw. małego województwa rzeszowskiego, natomiast od roku 1999 jest on stolicą Województwa podkarpackiego

## Administracja rządowa
- Podkarpacki Urząd Wojewódzki

### Wojewodowie
- Zbigniew Sieczkoś
- Jan Kurp
- Ewa Draus 2005–2007
- Mirosław Karapyta od 2007

## Administracja samorządowa
- Urząd Marszałkowski Województwa Podkarpackiego

### Marszałkowie
- Bogdan Rzońca
- Leszek Deptuła
- Zygmunt Cholewiński
- Mirosław Karapyta
- Władysław Ortyl

## Okręg wyborczy Rzeszów
Okręg wyborczy Rzeszów składa się z 13 powiatów: dębickiego, kolbuszowskiego, leżajskiego, łańcuckiego, mieleckiego, niżańskiego, ropczycko-sędziszowskiego, rzeszowskiego grodzkiego, rzeszowskiego ziemskiego, stalowowolskiego, strzyżowskiego, tarnobrzeskiego grodzkiego i tarnobrzeskiego ziemskiego W wyborach do Sejmu nosi numer 23, a w wyborach do Senatu numer 22. Wybiera się w nim 15 posłów (do 2005 10) i 3 senatorów.